# Ghislaine monacói hercegné
Ghislaine (Reims, 1900. október 13. – Neuilly-sur-Seine, 1991. április 30.), a teljes neve franciául: Ghislaine (Ghyslaine) Marie Françoise Dommanget (Ghislaine de Monaco), francia színésznő, komika, Monaco (uralkodó) hercegnéje. Házassága révén a Grimaldi-ház tagja.

## Élete

Ghislaine monacói hercegné címere

Robert Joseph Dommanget (1867–1957) francia lovassági ezredes és Marie Louise Meunier-Francourt (1874–1960) lánya.
Színésznői karrierjét Sarah Bernhardtnál kezdte, aki a Théâtre Déjazet-hez szerződtette, és immár Ghislaine (Ghyslaine) művésznéven a Tire au flanc darabban debütált.
1923-ban részt vett Sarah Bernhardt temetésén, és egy kis gyűrűt dobott a sírba, és megesküdött, hogy csak vígjátékokban játszik, és ezt be is tartotta. Majd ezután az Odéon színházhoz (Théâtre de l’Odéon) szerződött.
1923. július 17-én Párizsban feleségül ment Paul Diey (1863–1931) úrhoz. A férje halála után André Brulé (1879–1953) színésszel létesített élettársi kapcsolatot, melyből egy fiú, Jean Gabriel Brulé (1934–) született.
A mozgókép is megörökítette alakját, többek között a La 13e enquête de Grey (1937) és a La 2e dalle (1941) mozifilmekben szerepelt. A párizsi Comédie-Française tagja volt, amikor 1942. január 17-én Monacóban turnéztak, és ekkor találkozott II. Lajos monacói herceggel. A herceg már ekkor megkérte a kezét.
Ezután a 45 éves Ghislaine 1946. július 24-én kötött házasságot II. Lajos monacói herceggel. Ő volt az egyetlen monacói hercegné, akit hozomány nélkül vettek el. A házasságuk gyermektelen maradt, de az addig agglegényéletet élő 76 éves herceget nem is az utódnemzés vezérelte ebben, hiszen volt örököse, az unokája, a későbbi III. Rainier (Rainer) monacói herceg, miután az örökbe fogadott, házasságon kívül született lánya, a mostohaanyjánál két évvel idősebb Sarolta (1898–1977) trónörökösnő 1944. május 30-án lemondott a trónöröklési jogáról a fia, Rainier (Rainer) herceg javára.

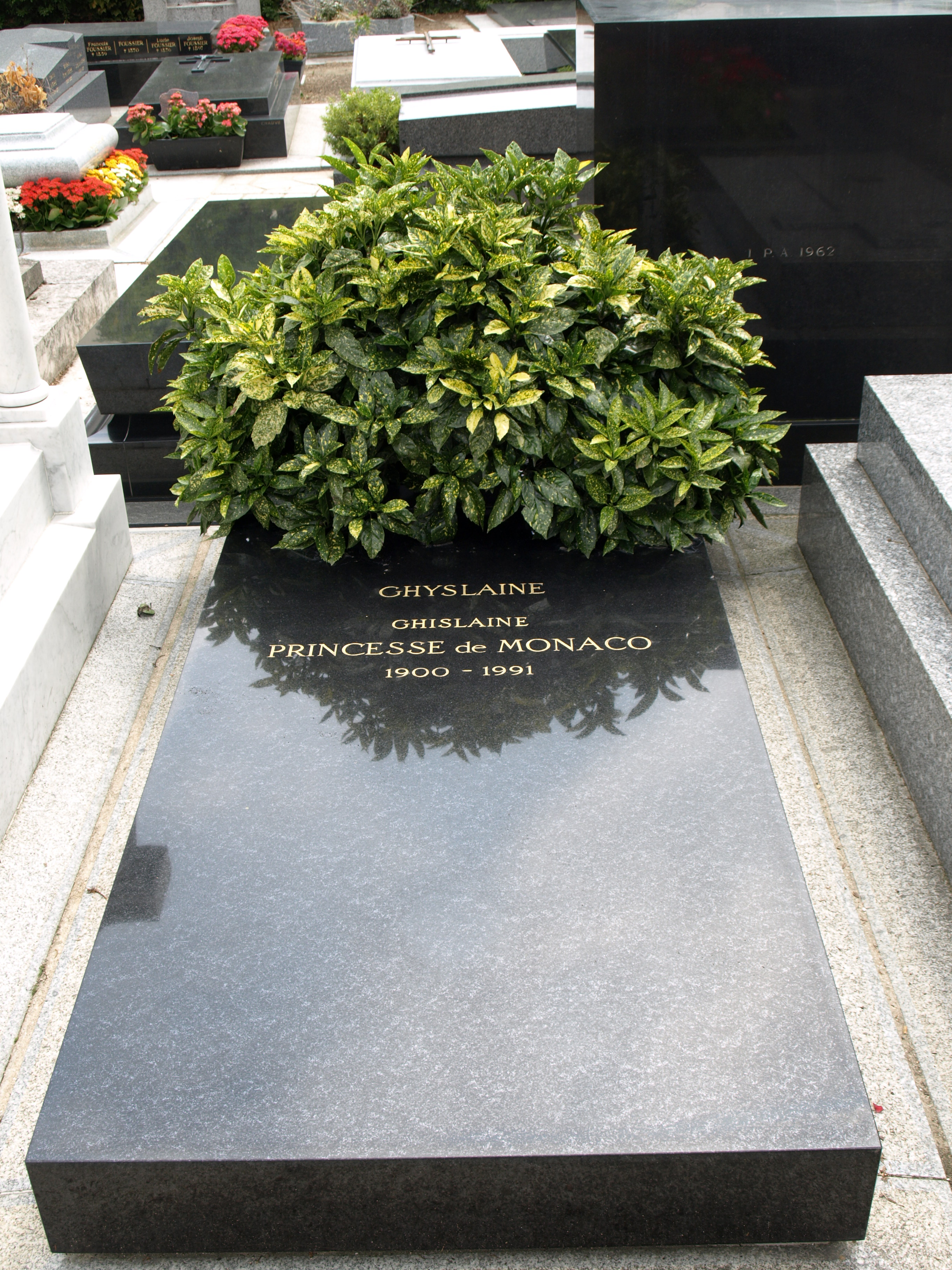
Ghislaine hercegné sírja

II. Lajos halála (1949. május 9.) után elmérgesedett a viszonya a mostohaunokájával, az új herceggel, III. Rainier-vel (Rainerrel), aki a nagyapa vagyonát sikerrel elperelte az özvegy hercegnétől.
1950 után visszatért a színpadra, de a monacói hatóságok megtiltották, hogy a Monaco nevet használja, és a Madame Avril (1958), a L’Aiglon (Sasfiók) (1959) és a Fleur de petit pois (1960) darabokban játszott.
Majd újra Párizsban telepedett le, és az emlékiratain dolgozott, amelyet utódjának, a szintén színésznőből lett monacói hercegnének, Grace Kellynek ajánlott, akivel viszont jó viszonyt ápolt. A könyve 1964-ben jelent meg „Sois Princesse” ... dit-il („Légy hercegnő” ... mondotta) címmel.
1991. április 30-án halt meg Párizs nyugati elővárosában, Neuilly-sur-Seine-ben, a Passyi temetőben helyezték örök nyugalomra a hercegi esküvői ruhájába öltöztetve.

## Gyermeke
- 1. férjétől, Paul Diey (1863–1931) úrtól, nem születtek gyermekei
- 2. férjétől,  II. Lajos (1870–1949) monacói hercegtől, nem születtek gyermekei
- Házasságon kívüli kapcsolatából André Brulé (1879–1953) színésszel, 1 fiú:
  - Jean Gabriel (1934–)

## Színpadi darabjai
- Tire au flanc
- Madame Avril (1958)
- L’Aiglon (Sasfiók) (1959)
- Fleur de petit pois (1960)

## Filmjei
- La 13e enquête de Grey (1937)
- La 2e dalle (1941)

## Könyve
- Monaco, Ghislaine de: „Sois Princesse” ... dit-il, Hachette, 1964.